# Thy Mighty Contract
Thy Mighty Contract è il primo album in studio del gruppo musicale Rotting Christ, pubblicato il 1993 dalla Osmose Productions.

## Tracce
1. "The Sign of Evil Existence" – 2:00
2. "Transform All Sufferings into Plagues" – 5:25
3. "Fgmenth, Thy Gift" – 4:29
4. "His Sleeping Majesty" – 5:50
5. "Exiled Archangels" – 5:07
6. "Dive the Deepest Abyss" – 3:33
7. "The Coronation of the Serpent" – 4:06
8. "The Fourth Knight of Revelation (I & II)" – 6:49
9. "Visions of the Dead Lover" (bonus track inclusa nella riedizione) - 4:45
10. "The Mystical Meeting" (bonus track inclusa nella riedizione) - 5:03

## Formazione
- Sakis “Necromayhem” Tolis - voce, chitarra
- George “Magus Wampyr Daoloth” Zaharopoulos - tastiera
- Jim “Mutilator” Patsouris - basso
- Themis “Necrosauron” Tolis - batteria